# Immunet Protect
Immunet Protect – program antywirusowy działający na modelu chmury obliczeniowej. Wyposażony jest w 2 skanery działające w chmurze (heurystyczny i tradycyjny, opierający się na informacjach z chmury) i jeden, będący implementacją silnika firmy BitDefender (tylko wersja płatna).